# Лорикет Гольди

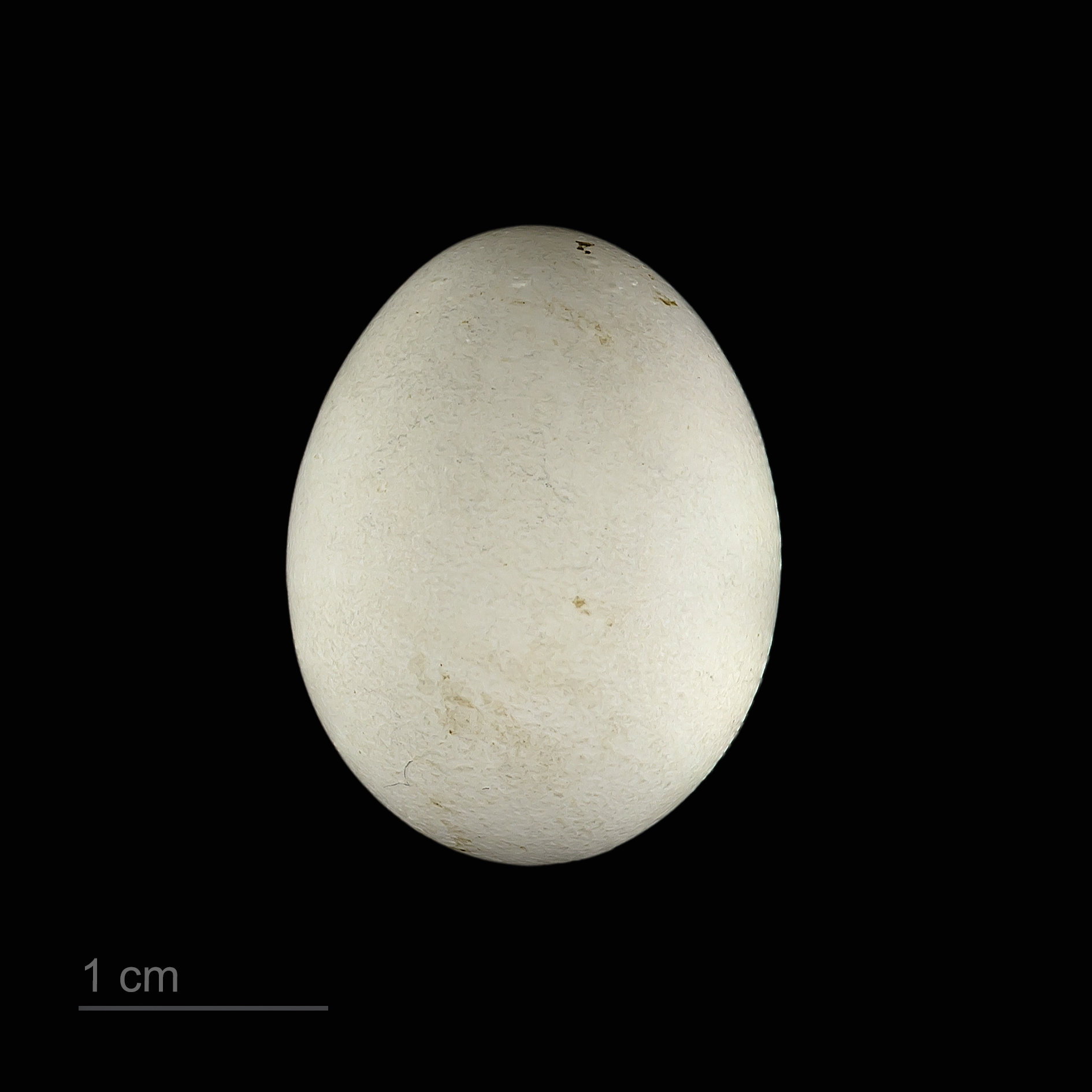
яйцо Glossoptilus goldiei - Тулузский музеум

Лорикет Гольди (лат. Glossoptilus goldiei) — птица отряда попугаеобразных.

## Внешний вид
Длина тела 19 см; вес 45-60 г. Оперение сверху тёмно-зелёное, снизу — светло-зелёное, со штриховым рисунком из тёмных перьев. Темя и лоб ярко-красные, на голубой шее имеются вкрапления красных перьев. Клюв чёрный, на конце языка имеется щёточка. Радужка тёмно-коричневая.

## Распространение
Обитает на острове Новая Гвинея.

## Образ жизни
Населяют субтропические и влажные тропические леса до высоты 2800 м над уровнем моря. Это кочевой вид, который перемещается в места, изобилующие цветущими деревьями.

## Размножение
Гнездится в дуплах деревьев. Самка откладывает 2 яйца, через 3 недели появляются птенцы. В 2-месячном возрасте они оперяются и вылетают из гнезда.

## Содержание
Это неприхотливые попугаи. Они тихие и неагрессивные; могут содержаться как парами, так и большими группами. Некоторые могут подражать человеческой речи. В последнее время они всё чаще появляются в Европе.